# Anti-pattern
In informatica, in particolare nell'ingegneria del software, gli anti-pattern (o antipattern) sono dei design pattern, o, più in generale, delle procedure o modi di fare, usati durante il processo di sviluppo del software che, pur essendo lecitamente utilizzabili, si rivelano successivamente inadatti o controproduttivi nella pratica. Il termine fu coniato nel 1995 da Andrew Koenig, ispirato dal libro Design Patterns: Elementi per il riuso di software ad oggetti scritto dalla Gang of Four (la banda dei quattro), i quali svilupparono il concetto di pattern nel campo del software.
Fu, tuttavia, il libro AntiPatterns del 1998 a rendere popolare l'idea e ad ampliarne l'ambito oltre il campo del design del software, includendo anche l'architettura software e la gestione dei progetti. Successivamente, altri autori hanno ulteriormente esteso il concetto per abbracciare antipattern ambientali, organizzativi e culturali.

## Definizione
Secondo gli autori, devono presentarsi almeno due elementi chiave per poter distinguere un anti-pattern da un semplice errore logico o cattiva abitudine:
- Qualche schema ricorrente di azioni, processi o strutture che inizialmente appaiono essere di beneficio, ma successivamente producono più problemi che benefici.
- L'esistenza di una soluzione alternativa che è chiaramente documentata, collaudata nella pratica e ripetibile, ma che non viene adottata.

Molti anti-pattern sono poco più che errori, problemi irrisolvibili o cattive pratiche da evitare quando possibile. A volte chiamati "pitfalls" (tranelli) o dark pattern (modelli oscuri) se invece sono volutamente ingannevoli, si riferiscono a classi di soluzioni di problemi reinventate in modo sbagliato.
Una guida comunemente utilizzata è la "regola del tre," simile a quella per i pattern: per essere considerato un antipattern, deve essere stato osservato almeno tre volte.

## Uso
Per prevenire errori che tendono a ripetersi, si può individuare la frequenza con la quale questi si ripetono, e imparare come altre persone hanno rimediato a questi cattivi pattern.
Documentare gli antipattern può essere un metodo efficace per analizzare un ambito problematico e raccogliere conoscenze esperte.
Sebbene alcune descrizioni di antipattern si limitino a documentare le conseguenze negative del pattern, una buona documentazione di un antipattern fornisce anche un'alternativa o un modo per attenuarlo.

## Gli anti-pattern più comuni
(Nota: il nome in inglese è stato lasciato in quanto è quello con cui i pattern, e gli anti-pattern, sono conosciuti nella lingua italiana)
Organizzativi
- Progettazione orientata alla commissione (design by committee): presenza di molte persone che contribuiscono a una progettazione, ma mancanza di una visione globale condivisa
- Corpi tiepidi (warm bodies): aggiungere a un progetto nuovi programmatori che non riusciranno a fare quasi nulla per mancanza di esperienza su di esso
- Paralisi da analisi (analysis paralysis): progetto fermo nella fase di analisi, ad esempio perché si sta vagliando un ventaglio di soluzioni troppo ampio senza riuscire a sceglierne una, o perché la si sta dettagliando eccessivamente
- Sistema a tubo da stufa (stovepipe system): organizzazione in cui ogni team è isolato dagli altri, e le comunicazioni sono rese possibili solo verso l'alto o il basso della gerarchia

Nel management
- Fumo e specchi (smoke and mirrors): mostrare una funzionalità del programma che in realtà non esiste ancora, ad esempio tramite schermate fittizie, senza che l'osservatore sappia che lo sono
- Gestione a fungo (mushroom management): team in cui ogni impiegato è tenuto isolato, con un compito specifico, senza poter comunicare con i compagni
- Marcia della morte (death march): progetto i cui vantaggi sono troppo scarsi rispetto alle risorse richieste per svilupparlo, che costringe i programmatori a sforzi pesantissimi e a un numero consistente di ore di straordinario, ma che è comunque destinato a fallire
- Elefante nella stanza (elephant in the room): ignorare o minimizzare un problema anche se ovvio e appariscente, al fine di evitarlo

Di sviluppo
- Ancora di nave (boat anchor): mantenere una porzione di codice sorgente diventata inutile
- Busy waiting: ciclo continuo di attesa di un evento
- Azione a distanza (action at a distance): modifica che impatta su parti di codice molto lontane tra loro
- Errore di cache (caching failure): non azzerare o svuotare una cache contenente un errore, dopo che è stato risolto
- Carica e spara (accumulate and fire): subroutine i cui input sono variabili globali
- Codice maleodorante (code smell): piccolo malfunzionamento, che però è sintomo di un grande problema più nascosto
- Colata di lava (lava flow): mantenere porzioni di codice la cui rimozione è rischiosa o può causare conseguenze non determinabili
- Complessità involontaria (accidental complexity): apparente necessità di sviluppare codice complesso, che invece sarebbe già disponibile in qualche libreria
- Enorme palla di fango (big ball of mud): sistema costruito in modo caotico, senza una struttura riconoscibile
- Fede cieca (blind faith): non verificare il risultato di una funzione o il manifestarsi di un errore
- Inerzia del codice (code momentum): presenza eccessiva di vincoli e dipendenze, che rendono difficili le modifiche
- Inferno delle DLL (DLL hell): presenza di conflitti tra le DLL da cui il programma dipende
- Nelle mani del fornitore (vendor lock-in): dipendenza troppo stretta da uno specifico fornitore, non sostituibile se non a costi elevati
- Input ad-hoc (input kludge): incapacità di gestire dati inseriti nell'interfaccia utente (input) non validi
- Interblocco ricontrollato (double-checked locking): inizializzazione parziale di un oggetto condiviso tra thread
- Interfaccia enorme (interface bloat): incorporare troppe operazioni in una sola interfaccia
- Invecchiamento rapido (continuous obsolescence): sistema le cui nuove versioni sono troppo diverse dalle precedenti, e che quindi invecchia rapidamente e di continuo
- Inversione di astrazione (abstraction inversion): non esporre funzionalità utili, costringendo a reimplementarle
- Kitchen sink: oggetto che contiene un gran numero di operazioni complesse ed eterogenee tra loro
- Numero magico (magic number): inserire costanti negli algoritmi senza documentarne il significato o lo scopo
- Oggetto Dio (God object): implementare una grossa funzionalità in un unico oggetto che esegue tutte le operazioni, invece che in più oggetti che si dividono il compito;
- Ottimizzazione prematura (premature optimization): scrivere codice molto ottimizzato, ma poco leggibile
- Poltergeist: oggetto il cui unico compito è passare informazioni a un unico altro oggetto
- Priorità alle estensioni (feature creep): aggiungere ulteriori caratteristiche al progetto, andando ben oltre il requisito iniziale
- Problema dello yo-yo (yo-yo problem): struttura eccessivamente frammentata e quindi difficile da comprendere
- Programmazione cargo cult (cargo cult programming): inserire una porzione di programma ignorandone scopo o principio di funzionamento
- Programmazione copia e incolla (copy and paste programming): implementare una funzionalità simile ad un'altra copiandone e incollandone il codice piuttosto che creando una subroutine condivisa
- Pulsante magico (magic pushbutton): pulsante che contiene anche la propria logica applicativa, invece che tenerla separata
- Punto di vista ambiguo (ambiguous viewpoint): diagramma che indica solo le parti, ma non cosa compongono, ad esempio senza distinguere tra parti di interfaccia e di implementazione
- Reinventare la ruota (reinventing the wheel): reimplementare un metodo che è già stato implementato, testato e ottimizzato da qualcun altro
- Reinventare la ruota quadrata (reinventing the Square Wheel): come reinventing the wheel, ma il risultato della reimplementazione è peggiore del metodo esistente
- Saltare il primo (Fencepost o anche off-by-one error): partire dall'indice iniziale sbagliato in un loop (ad esempio in Java iniziare il loop su un array partendo da 1 invece che da 0, o contare un intervallo di valori escludendo il primo, tipicamente il numero di giorni di validità compreso fra due date dimenticando che il primo giorno va considerato)
- Software che ingrassa (software bloat): tendenza di un'applicazione ad avere programmi di installazione che crescono a dismisura
- Spaghetti code (spaghetti code): codice con un flusso incomprensibile
- Codifica fissa (hard code): inserire costanti nel codice piuttosto che in file di configurazione
- Valori esterni (soft code): inserire logica applicativa in file di configurazione (ad esempio con un linguaggio di comandi) piuttosto che nel codice
- Vicolo cieco (Dead End): dover modificare una componente su cui il supporto da parte di chi l'ha fornita è cessato